# 白井真弓
白井 真弓（しらい まゆみ、1973年 - ）は、声楽家。日本オペラ振興会第17期生。群馬県桐生市出身。国立音楽大学卒業。塚田京子に師事した。

## 経歴
- 1994年 NHKホールで行われたNHK交響楽団「第九」演奏会で初舞台を踏む
- 1996年 国立音楽大学声楽学科卒業。卒業後、日本オペラ振興会オペラ歌手育成部に入所
- 1998年 日本オペラ振興会オペラ歌手育成部第17期研究生修了。
- 2002年 藤原歌劇団公演「カプレーティ家とモンテッキ家」に出演
- 2003年 新国立劇場オペラ劇場での「ラ・ボエーム」に出演